# Frankliniella cephalica
Frankliniella cephalica är en insektsart som först beskrevs av D. L. Crawford 1910.  Frankliniella cephalica ingår i släktet Frankliniella och familjen smaltripsar. Inga underarter finns listade i Catalogue of Life.